# Chad Donella
Chad Donella, né le 18 mai 1978 à Toronto (Ontario), est un acteur canadien.

## Biographie
Il a suivi le programme Arts York Drama, où il a participé à des pièces comme Oedipus Rex, waiting for Godot, et The Collected Works of Billy the Kid. Il s'est produit dans un Théâtre de Toronto et au Théâtre Markham. Il a également joué de la basse pendant un certain temps dans un groupe appelé DAEVE. Il a joué dans plusieurs films tels que Destination finale, Au revoir à jamais, et Comportements troublants. En plus de ses rôles au cinéma, il a également obtenu de nombreux passages à la télévision, apparaissant dans des émissions comme X-Files : Aux frontières du réel, Smallville, Les Experts, NCIS : Enquêtes spéciales, Monk et Lost. Dans plusieurs de ses fonctions, il a dépeint les adolescents et les jeunes hommes qui subissent une crise. Donella eu un rôle de chef, Gibson, dans Saw 3D, qui a été réalisé par Kevin Greutert.

## Filmographie

### Télévision
| Année     | Titre                         | Rôle                            | Notes |
| --------- | ----------------------------- | ------------------------------- | --- |
| 1997      | Fast Track                    | Ronny                           | Épisode: "Lap of Faith"                                                                                     |
| 1998      | Someone to love me            | Will                            | Téléfilm |
| 1998      | UrgencesER                    | Kevin Delaney                   | Épisode Pot de colle                                                                                        |
| 1998      | The Practice                  | Kevin Peete                     | Épisode Conscience professionnelle Épisode Intrigue souterraine                                             |
| 1999      | X Files                       | Robert « Rob » Roberts          | Épisode Appétit monstre                                                                                     |
| 2000      | Secret Agent Man              | Jay                             | Épisode Like Father, Like Monk                                                                              |
| 2001      | All Souls                     | Jordan Terrance Holland         | Épisode The Deal                                                                                            |
| 2001      | Smallville                    | Gregory 'Greg' Arkin / Bug Boy  | Saison 1 Épisode 2 Metamorphoses                                                                            |
| 2002      | Superfire                     | Rob Torreck                     | Téléfilm |
| 2002      | Providence                    | l'ami imaginaire de kevin       | Épisode Perte de mémoire Épisode Plus rien ne va                                                            |
| 2002      | Taken                         | Jacob Clarke - Adult            | Épisode Entretien Épisode Charlie et Lisa                                                                   |
| 2003      | Dragnet                       | Eddie Polian                    | Épisode Fiction ou réalité ?                                                                                |
| 2003      | Monk                          | Ricky Babbage                   | Épisode Monk face au tueur endormi                                                                          |
| 2004      | Cold Case : Affaires classées | Jeff Kern                       | saison 2 Épisode 7 Rapports à risques                                                                       |
| 2005      | Les Experts                   | Vincent Decarlo                 | Épisode Le venin du tueur                                                                                   |
| 2005      | NCIS : Enquêtes spéciales     | John Briggs                     | Épisode Bras de fer                                                                                         |
| 2005      | FBI : Portés disparus         | Brad Stone                      | Épisode Traditions                                                                                          |
| 2007      | Ghost Whisperer               | Randy Cooper                    | Saison 2 Épisode 16 Braquage Saison 2 Épisode 20 Les Cinq Signes                                            |
| 2008      | Les Experts : Miami           | Seth McAdams                    | Épisode Le grand nettoyage [2/2]                                                                            |
| 2010      | New York, unité spéciale      | Ronnie Whitley                  | saison 11, épisode 13                                                                                       |
| 2010      | Lost                          | Desk Clerk                      | Épisode Mademoiselle Paik                                                                                   |
| 2010      | Smallville                    | Gregory « Greg » Arkin / Raknid | Saison 10 Épisode 04 Voyage initiatique                                                                     |
| 2010      | Rookie Blue                   | Detective Don Bibby             | Saison 1 Épisode 08 L'enfer c'est les autres                                                                |
| 2012      | Flashpoint                    | Colin Hunter                    | Saison 5 Épisode 05 Tel père...                                                                             |
| 2013      | Castle                        | Troy Strickland                 | Saison 5 Épisode 12 Folie mortelle                                                                          |
| 2014      | Bones                         | Dan Brewster                    | Saison 9 Épisode 12 Obsession                                                                               |
| 2014      | Perception                    | Dr. Swank                       | Saison 3 Épisode 8 Les fantômes du passé                                                                    |
| 2015      | Scandal                       | Gus / Kidnappeur                | Saison 4 Épisode 10 La porte rouge Saison 4 Épisode 12 Le prix à payer Saison 4 Épisode 13 Plus de massacre |
| 2016-2020 | Blindspot                     | Jake Keaton                     | 12 épisodes                                                                                                 |

### Films
| Année | Titre                                        | Rôle              | Notes                            |
| ----- | -------------------------------------------- | ----------------- | -------------------------------- |
| 1996  | Heart of My Heart                            | Monk              |                                  |
| 1996  | Au revoir à jamais                           | adolescent n ° 2  |                                  |
| 1998  | Comportements troublants                     | U.V.              |                                  |
| 2000  | Destination finale                           | Tod Waggner       |                                  |
| 2000  | Moon Palace                                  | Tyler             |                                  |
| 2002  | Girl Fever / American Sexy Girls / 100 Women | Sam               |                                  |
| 2003  | A Wondrous Fate                              | Carter            |                                  |
| 2003  | Le Mystificateur                             | David Bach        |                                  |
| 2005  | Hate Crime                                   | Chris Boyd        |                                  |
| 2007  | 9 Lives of Mara                              | Robin Jr. (vieux) |                                  |
| 2009  | Dakota                                       | Jack              |                                  |
| 2010  | Saw 3D                                       | Gibson            |                                  |
| 2011  | Destination finale 5                         | Tod Waggner       | Images d'archives                |
| 2014  | Taken 3                                      | Phillips          |                                  |
| 2015  | Jew(ish)                                     | Ben               | Court-métrage en post-production |
| 2023  | Knox                                         | Jordan Moore      |                                  |